# Rokhaya Diallo
Pour les articles homonymes, voir Diallo.
 (avril 2020).
 (avril 2020).
- Si vous ne connaissez pas le sujet, laissez ce bandeau (vous pouvez alors contacter les auteurs).
- Si vous supprimez le contenu mis en cause (vous pouvez préalablement contacter les auteurs),

argumentez précisément cette suppression dans la page de discussion
(un manque de référence n'est pas un argument ; une recherche réelle de référence doit avoir été effectuée, être formellement documentée).
Rokhaya Diallo, née le 10 avril 1978 à Paris, est une journaliste française, militante féministe et antiraciste (également afroféministe et décolonialiste), ainsi qu'éditorialiste et réalisatrice.
Cofondatrice de l'association Les Indivisibles, elle est l'autrice de plusieurs livres et documentaires engagés.
Reconnue aux États-Unis pour être l'une des voix antiracistes les plus influentes de France et d'Europe,, elle intègre en 2020 en tant que contributrice la section Global Opinions du Washington Post.
Ses prises de position sont à l'origine de nombreuses polémiques, à propos de son opposition à la loi sur les signes religieux dans les écoles publiques françaises et de son soutien aux réunions « en non-mixité », de ses déclarations sur le « racisme d'État » en France ou à propos de ses liens avec le mouvement des Indigènes de la République.

## Biographie
Rokhaya Diallo naît en 1978, à Paris, de parents sénégalais et gambien, : un père mécanicien, encarté au Parti socialiste et figure dans la communauté sénégalaise, et une mère professeure de couture. Sa famille déménage en 1989 à La Courneuve.
Diplômée en 2000 d'une maîtrise de droit international et européen, elle fait un court passage chez IBM, qu'elle quitte en 2002 parce qu'elle s'y sent « comme un pion ». Elle entreprend alors un master à l'université Panthéon-Sorbonne (Paris 1) en marketing et distribution dans l'industrie audiovisuelle, master qu'elle obtient en 2003 ; elle travaille dans la production audiovisuelle. À propos de ses études, elle déclare, dans Elle, en novembre 2012 : « À Assas ou dans mon école de commerce, on n’était que deux Noirs dans la classe. J’étais la seule à venir de banlieue et à être boursière ».
Passionnée d'anime, elle participe à la fondation de la Japan Expo[réf. souhaitée] et est brièvement actrice de doublage. Elle interprète Kamui Shirō enfant dans X1999, d'après CLAMP, et Ex dans Ah ! My goddess : Le film.
En 2001, elle travaille au sein du service jeunesse de La Courneuve, où elle s'occupe de l’insertion professionnelle des jeunes les moins favorisés. Elle est ensuite sollicitée lors de la création du Conseil local de la jeunesse avant d'en devenir présidente et de le rester pendant deux ans. Elle est militante de l'association anti-sexiste Mix-Cité et auprès de l'organisation altermondialiste ATTAC, notamment lors du festival Images mouvementées. En 2002, Rokhaya Diallo participe comme comédienne, chanteuse et parolière à différents courts métrages humoristiques du collectif Une case en moins.
Elle participe à Terra nova think tank « proche du parti socialiste » et a siégé au conseil d'administration.
En 2010, elle est sélectionnée pour participer au programme des visiteurs internationaux du département d'État des États-Unis.
En 2021, elle devient chercheuse au Centre de recherches Gender Justice Initiative de l'Université de Georgetown à Washington. En France, elle enseigne les études culturelles à Paris I - Sorbonne.

## Les Indivisibles

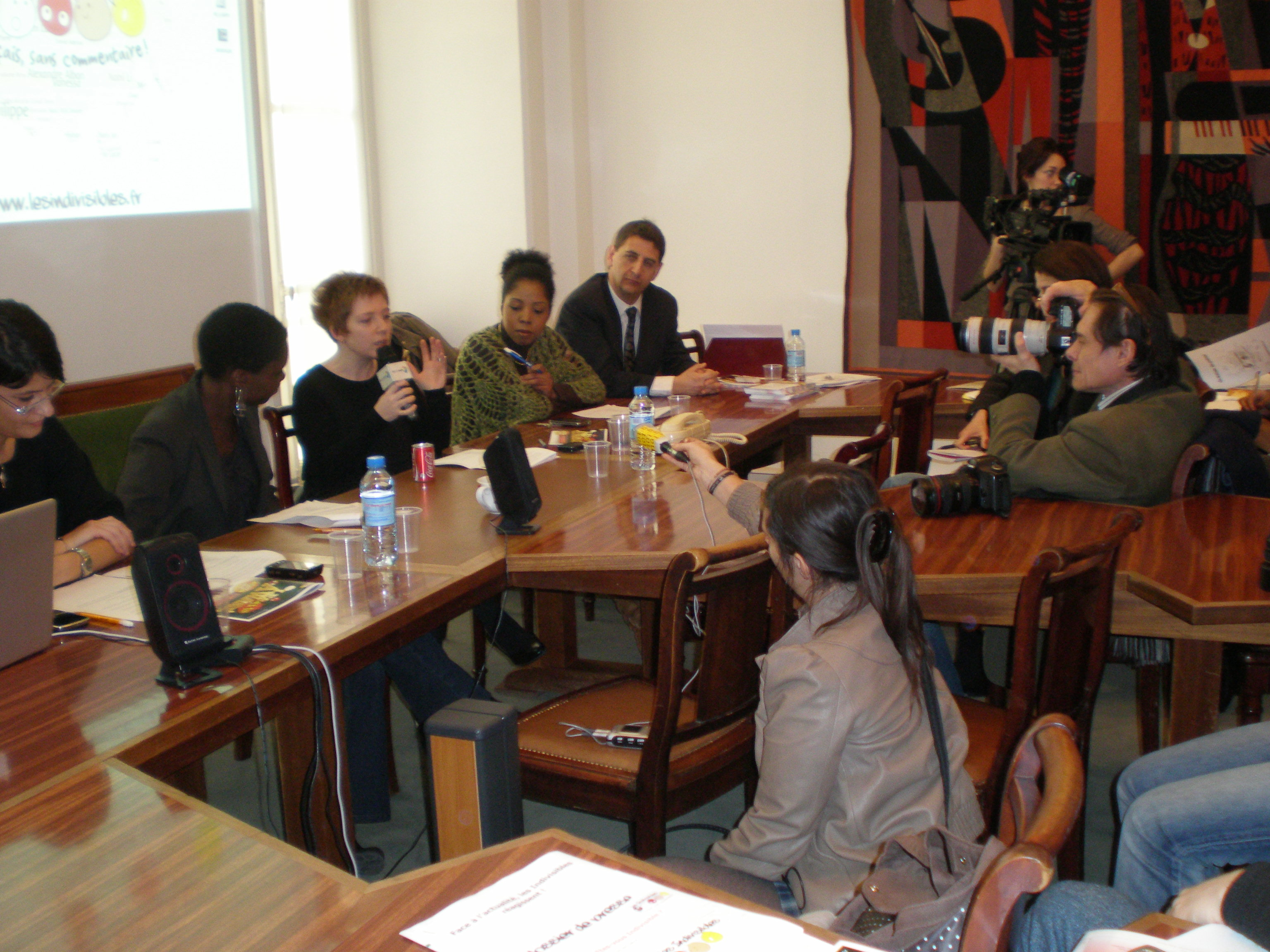
Conférence de presse des Indivisibles pour les premiers Y'a Bon Awards à l'Assemblée nationale, en mars 2009.

En 2006, à force d'entendre « chez la plupart de mes interlocuteurs, [que] le fait d'être noire et d'origine populaire posait problème », elle cofonde l'association Les Indivisibles,, en référence à l’article premier de la Constitution française qui dispose que « La France est une République indivisible, laïque, démocratique et sociale ».
L'association milite pour que cesse une « partition de la nationalité française selon une apparence physique » ou une provenance géographique. Son mot d'ordre est : « Français, sans commentaire ». Conçue d'abord dans la discrétion, pour « travailler avec des institutions telles que l'Éducation nationale », elle compte au printemps 2007 une douzaine de membres ; Rokhaya Diallo explique alors :

« Le concept de l’association s’est monté autour d’anecdotes tirées de situations que j’ai vécues et partagées avec mes amis. À force d’échanger, je me suis rendue [sic] compte que nous avions des vécus similaires. C’est cette caractéristique anecdotique qui nous a très rapidement orientés vers le choix d’une tonalité humoristique. »

L'association décide en 2009 de tout miser sur la présence médiatique, en décernant annuellement les Y'a bon Awards.
Avec quatre autres personnalités, François Durpaire, Marc Cheb Sun, Lilian Thuram et Pascal Blanchard, elle lance en 2010 un appel et cent propositions pour une « République multiculturelle et post-raciale ». En mars 2010, elle est sélectionnée pour participer au programme International Visitor Leadership : invitée du gouvernement fédéral des États-Unis, elle visite ce pays pour y étudier la diversité.
Le 6 mars 2010 sur Canal+, dans l'émission Salut les Terriens !, Éric Zemmour, au cours d'un débat avec Rokhaya Diallo, dit au sujet des contrôles au faciès : « Mais pourquoi on est contrôlé 17 fois ? Pourquoi ? Parce que la plupart des trafiquants sont noirs et arabes, c'est comme ça, c'est un fait. ». Dans un entretien au magazine Elle, au sujet de cet échange très médiatisé, Rokhaya Diallo dira s'être sentie agressée et que « la moindre des choses serait qu’il s’excuse. Mais je ne suis pas dupe : il ne le fera jamais. […] En tout cas, une chose est sûre : Éric Zemmour sera mis à l’honneur lors des prochains "Y'a bon Awards" ».
En 2011, Les Indivisibles se montrent plus critiques envers le Parti socialiste qu'elle juge « totalement absent et irresponsable. Le vieux fonds culturel laïcard et antireligieux l'empêche de toucher et comprendre les jeunes musulmans de France ».
Elle dénonce l'« islamophobie », affirmant ainsi que :

« La laïcité n'est aujourd'hui pratiquement évoquée que par rapport à l'islam dont on veut nous faire croire qu'il n'est pratiqué en France que par des intégristes sexistes, violents et d'origine maghrébine. »

En mars 2012, après avoir reçu un Y'a bon award, l'essayiste Caroline Fourest écrit vouloir porter plainte contre Les Indivisibles estimant qu'ils soutiennent l'intégrisme religieux, et accréditent l'idée qu'elle-même serait raciste. En juin 2013, Rokhaya Diallo affirme que Fourest n'a pas porté plainte, et que c'était selon elle un « effet d'annonce »[réf. nécessaire].

## Activités après 2015

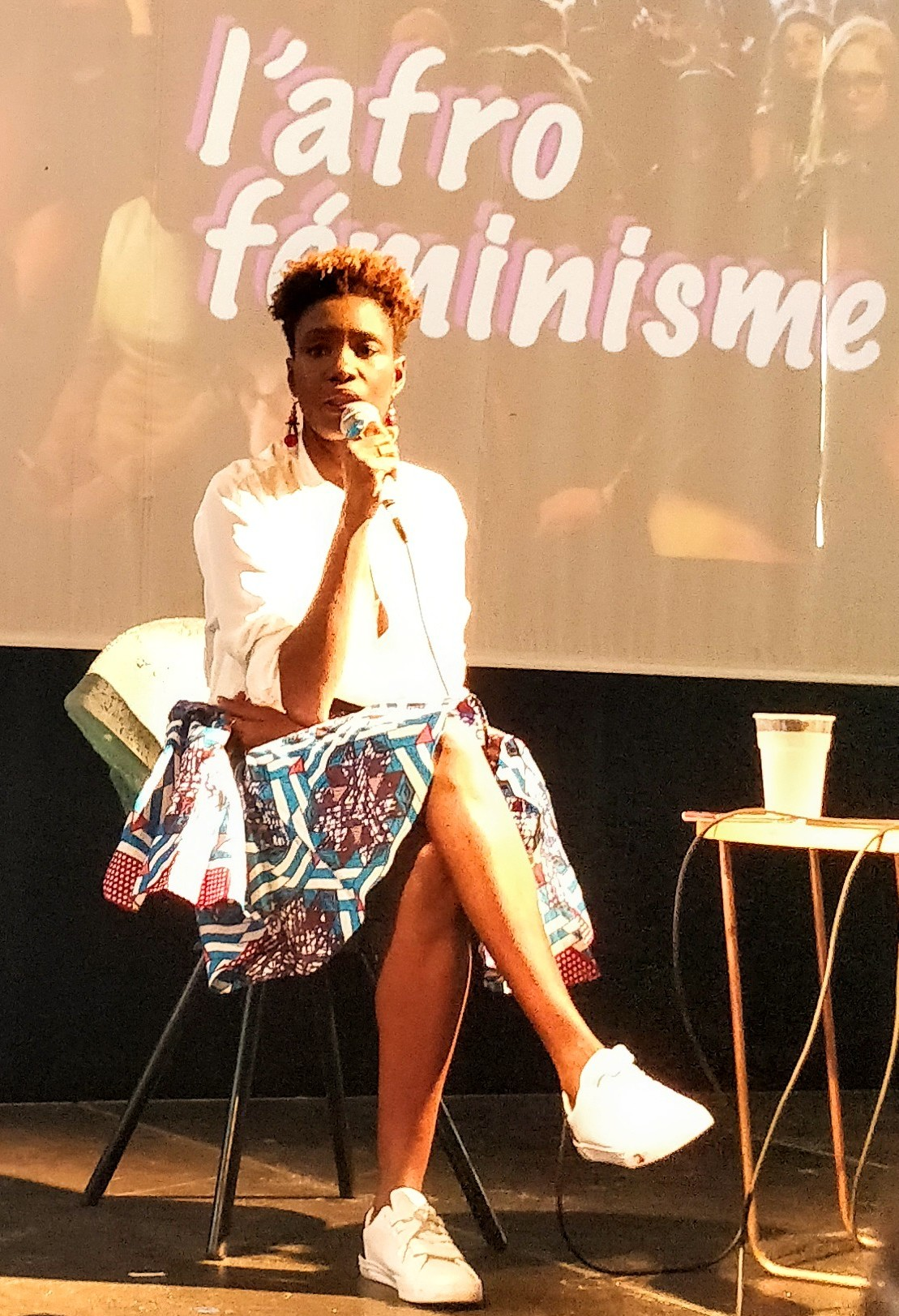
Rokhaya Diallo à Caféministe en 2018.

Selon le magazine Slate, Rokhaya Diallo est classée en 2013 en 36e position parmi les 100 Françaises les plus influentes et figure parmi les 30 personnalités noires les plus influentes d'Europe selon le classement du britannique Powerful Media.
Selon le footballeur et activiste Lilian Thuram, « elle essaie de mettre en lumière le racisme qui mine notre société. On voudrait la faire taire comme on veut souvent faire taire ceux qui dénoncent ».
Au-delà des controverses dont elle est l'objet ou auxquelles elle participe, elle est la cible de nombreuses insultes publiques, de menaces et d'un harcèlement que le journaliste Hamidou Anne (Le Monde) analyse comme le symptôme d'une libération de la parole raciste en France.
Dans la lignée de la publication en 2018 du livre collectif Noire n'est pas mon métier, initié par l'actrice française Aïssa Maïga et qui dénonce la sous-représentation ou les représentations stéréotypées des femmes noires dans le cinéma français, Rokhaya Diallo tourne le documentaire Où sont les Noirs ?, diffusé en 2020 sur la chaîne française RMC Story.
En septembre 2020, elle intègre le conseil d’administration du Centre pour la justice intersectionnelle, association créée en 2017 à Berlin pour favoriser le plaidoyer, la recherche et la formation, pour une politique de lutte contre la discrimination et une action égalitaire et inclusive.

## Médias

### Presse
Avec d'autres personnalités (Audrey Pulvar, Lilian Thuram, Pascal Blanchard…), elle est au sommaire du magazine Respect Mag d'octobre 2011 intitulé « 100 % Noirs de France ».
Elle a réalisé plusieurs reportages pour la presse française, comme sur les femmes au Bahreïn et sur le racisme en Tunisie pour Les Inrocks, ou encore sur le mouvement Black Lives Matter qui a fait la une du journal Libération.
Rokhaya Diallo écrit également des tribunes dans la presse internationale : The Washington Post (dont elle rejoint la section Global Opinions le 24 août 2020), The Guardian,, Al Jazeera,, ou encore la chaîne publique turque TRT World. Elle y présente ses points de vue sur les problématiques de racisme, de sexisme et d'islamophobie, ce pour quoi le journal Franc-Tireur lui reproche de « servir abondamment propagande de nombreux pays fâchés avec la laïcité française ».

### Radio
Elle est chroniqueuse depuis 2009[réf. souhaitée] sur RTL et, depuis 2011[réf. souhaitée], anime Fresh Cultures sur le Mouv'. Pour une chronique destinée à la chaîne Canal+ et pour la radio le Mouv', elle s'est rendue fin septembre 2011, à la réunion annuelle du Caucus noir du Congrès à Washington, un groupe parlementaire du congrès américain créé à l'époque de la lutte pour les droits civiques des Noirs pour réunir les parlementaires noirs.
En septembre 2018, elle crée le podcast Kiffe ta race, avec Grace Ly, diffusé sur la plateforme Binge Audio.

### Télévision
Elle est chroniqueuse, de 2009 à 2013 pour La Matinale de Canal+.
Entre 2011 et 2013, elle présente et co-réalise 18 numéros de l'émission mensuelle Égaux mais pas trop sur LCP, soutenue par l'agence nationale pour la cohésion sociale et l'égalité des chances. L'émission est retirée de la grille de la chaîne parlementaire en 2014. Caroline Fourest écrit que Rokhaya Diallo a interviewé complaisamment Dieudonné et Alain Soral dans son émission Égaux mais pas trop sur LCP le 9 août 2012.
Du 6 décembre 2014 au 31 mai 2015, elle anime, sur Mediapart, six émissions d'une série intitulée Alter-égaux, consacrée « aux questions d’inégalités et d'égalité, de race et de racisme, de discrimination et d'affirmation ». Elle y invite successivement : Jean-Loup Amselle ; Dominique Sopo ; Nadia Geerts ; Caroline De Haas ; Raphaël Glucksmann ; et James Cohen.
En juillet 2017, la presse évoque son arrivée comme chroniqueuse dans Touche pas à mon poste ! sur C8. Son arrivée dans l'émission est liée à un changement de ligne voulue par l'animateur Cyril Hanouna après les critiques pour les « remarques homophobes, racistes et sexistes » qui l'ont visé pendant la saison 2016-2017. « L'émission gardera ses fondamentaux et ses valeurs divertissantes mais elle montera en gamme », affirme-t-il au magazine Challenges. Rokhaya Diallo sera aux côtés d'autres nouvelles recrues : Rachid Arhab, qui était journaliste et présentateur du JT sur France 2 et ancien membre du Conseil supérieur de l'audiovisuel (CSA), Louis Morin, ex-recrue du Petit Journal, ou encore Renaud Revel, ancien rédacteur en chef de L'Express et responsable de la rubrique média au Journal du Dimanche. Cette annonce a provoqué la surprise sur les réseaux sociaux, l'émission ayant été « épinglée pour dérives discriminatoires ». Rokhaya Diallo explique son choix d’accepter le poste de la façon suivante, pour Libération : « Le public de Touche pas à mon poste ! est un public populaire, ce n’est pas un public choyé par les médias, et ce n’est pas un public que je trouve respecté ». Elle n'y reste qu'une saison.
Elle est également présentatrice de l’émission BET Buzz sur la chaîne BET (Black Entertainment Television), aux côtés de Raphäl Yem, depuis 2016. BET diffuse des émissions consacrées à la « culture noire » en France. Elle y présente chaque semaine un magazine « people » et « lifestyle » d’une demi-heure.
Depuis septembre 2018, elle participe à l'émission 24H Pujadas, sur la chaîne LCI, une fois par semaine. Elle débat sur des sujets d’actualité politique et sociale avec les invités et les autres chroniqueurs.
Dans Le Monde, Benoît Thieulin, fondateur de la Netscouade, déclare en janvier 2018 : « Elle est intelligente, courageuse, elle passe bien à la télévision. Autant dire qu’elle incarne quelque chose de fréquentable. Mieux, les générations de demain ».

## Prises de position

### Antiracisme, «racisme d'État»
Rokhaya Diallo déclare s'être engagée contre le racisme « après la mort [en octobre 2005], à Clichy-sous-Bois, de Zyed Benna et Bouna Traoré, deux jeunes issus des quartiers pauvres poursuivis par la police ». Selon le journal Libération, elle est une figure médiatique en France du courant antiraciste « encore minoritaire » qui ne croit plus à la « promesse universaliste », « incarné médiatiquement par des personnalités plutôt jeunes, pour beaucoup issues de la deuxième génération d’immigrés, comme Sihame Assbague, Rokhaya Diallo ou encore Marwan Muhammad ». Selon le journal américain The New York Times, elle est « l’une des voix les plus importantes contre le racisme en France. »
En 2010, dans le contexte du débat sur l'identité nationale, elle signe — avec Lilian Thuram, François Durpaire, Marc Cheb Sun et Pascal Blanchard — « L'appel à une République multiculturelle et post-raciale » qui, selon Le Monde, « est une invitation au changement, une invitation de la société française à s'accepter telle qu'elle est : diverse ».
En 2013, elle s'oppose à des associations de lutte contre le racisme, SOS Racisme et la LICRA, qu'elle accuse d'être des « clubs d’intellos blancs, déconnectés du terrain et des quartiers populaires ».
En décembre 2017, conviée à s'exprimer à la tribune des Nations unies lors d'une réunion d'experts organisée au sujet des discriminations vis-à-vis des personnes d'ascendance africaine dans le monde, elle y a dénoncé un « racisme d'État » en France, qui se manifesterait notamment à travers les violences policières « dont sont principalement victimes les personnes d'ascendance africaine ».
Les universitaires Jane Weston et David Vauclair la qualifient de « militante antiraciste et communautariste ». Concernant le même sujet, le politologue Laurent Bouvet déclare que l'on se trouve dans « la confusion la plus totale. La manière dont cette expression est employée laisse en effet penser que l'État serait raciste. C'est évidemment totalement absurde. Qu'on puisse qualifier de «racisme d'État» le régime d'apartheid […] ou la ségrégation raciale dans les États du sud des États-Unis […], c'est évident. Mais on voit là qu'on parle d'autre chose. » Reconnaissant qu'il pourrait y avoir « du racisme de la part de certains agents de l'État (de la puissance publique au sens large) », Laurent Bouvet considère qu'il est, le plus souvent sanctionné et que « la lutte contre le racisme en général, [est] une politique publique bien ancrée aujourd'hui, fort heureusement. Même si l'on peut toujours faire plus et mieux. C'est le rôle notamment de la DILCRAH ».

### Contre les violences policières
Elle soutient et participe à Paris à la Marche de la dignité, qui regroupe plusieurs milliers de personnes, organisée à l'initiative d'Amal Bentounsi (collectif Urgence notre police assassine), puis du collectif Marche des femmes pour la dignité (Mafed), le 31 octobre 2015, trente-deux ans après la Marche pour l'égalité et contre le racisme, dix ans après la mort des jeunes Zyed Benna et Bouna Traoré à Clichy-sous-Bois, estimant que « les populations issues de l’immigration postcoloniale et des quartiers populaires sont de plus en plus exposées aux violences et aux crimes policiers, aux discriminations systémiques, aux humiliations et à une précarisation organisée. À l’origine du traitement différencié réservé à ces « Français de seconde zone » se développe et s’affirme un véritable racisme d’État [qui frappe principalement] Les Musulmans, les Noirs et Les Roms ». Pour Le Monde, le rassemblement marque « un renouveau et une radicalisation de l’antiracisme » marquant une rupture avec les organisations des droits de l’homme et la gauche traditionnelles, qui avaient placé la lutte contre le racisme sur le terrain de la morale et des valeurs. Ouverte cette fois (contre l'avis de militants de la première marche) aux organisations exclues en 2015, comme le MRAP, la CGT, la LDH ou le PCF, une seconde marche organisée le 19 mars 2017, un mois après l'affaire Théo à Aulnay-sous-Bois, rassemble environ 7 500 personnes,. Par la suite, elle manifeste à Beaumont-sur-Oise en soutien à la famille d'Adama Traoré,.

### Camp d'été décolonial
Rokhaya Diallo défend l’organisation de camps d'été, dont certaines réunions sont « ouvertes aux seules personnes « racisées », c’est-à-dire s’estimant victimes de discriminations en raison de leur origine […] ». Elle se justifie en évoquant la volonté de « se retrouver entre personnes victimes de violences racistes, l’espace de quelques heures, de manière apaisée ». Elle revendique la non-mixité comme un outil politique utile aux causes antiracistes et féministes, qui permet notamment selon elle de se protéger de ce qu’elle décrit comme un « racisme d'État ». Elle écrit à ce sujet, dans un article pour Slate.fr : « Les réunions afroféministes non mixtes n’ont en aucun cas vocation à proposer un projet de société ségrégationniste définitif puisqu’elles s’inscrivent dans la temporalité d’un événement ponctuel. Elles offrent à leurs participantes une échappatoire, une zone de respiration dans une société oppressive ». Plusieurs articles s'interrogent ou prennent position contre cette vision, selon eux, communautaire,,,,.

### Communautarisme
En juin 2011, son point de vue sur le communautarisme est publié, par La revue du projet — du Parti communiste français (PCF) —, sous le titre Le « communautarisme », c'est mal ? Elle y soutient notamment :

« Le plus frappant, c’est que les « communautés » stigmatisées par l’accusation d’antirépublicanisme n’existent pas ! Une association peut regrouper des personnes noires non pas au nom d’une appartenance communautaire mais d’un même vécu : celui d’être noir en France. Par ailleurs, les termes « communautaire » et « communautariste » sont souvent confondus : le communautarisme est une démarche politique visant au séparatisme. Or, que réclament les groupes communautaires sinon l’inclusion dans la République ? […] Étrangement, les regroupements communautaires ne sont pas toujours décriés, ils font même l’objet d’un double discours. Les offensives anti-communautaristes visent en particulier les personnes noires ou originaires du Maghreb. Celles d’origine portugaise, chinoise ou de confession juive – ou même les Auvergnats dont l’organisation sociale, économique ou culturelle souvent marquée par l’appartenance communautaire est très visible dans la sphère publique – sont, elles, épargnées de toute critique. »

### Afroféministe, féminisme intersectionnel et «décolonial»
Rokhaya Diallo se définit comme « une féministe intersectionnelle et décoloniale ». Dans un entretien pour Les Inrocks, en 2017, elle déclare : « J'ai toujours été consciente du sexisme, je le trouvais plus prégnant que le racisme dans mon environnement. Je n’ai pas été renvoyée à ma couleur de peau avant l'âge adulte. Dans mon quartier, ne pas être blanche n’était pas une question alors que l’inégalité entre hommes et femmes, oui. »
Elle est proche de mouvements afroféministes non mixtes comme le collectif Mwasi et du féminisme intersectionnel, qui estime qu'une oppression ou domination peut être multiple (sexe, classe, race…).
Rejetant le féminisme universaliste, elle est proche d'un féminisme plus identitaire : afro-féminisme, féminisme islamique. Dans un entretien pour le webzine Deuxième page, elle explique : « Pour moi, le mot "féministe" inclut, de manière implicite, toutes ces dénominations minoritaires. » Elle déplore aussi que le féminisme traditionnel (Osez le féminisme !, Les Chiennes de garde…) soit très « blanc » et bourgeois, et ne prenne pas du tout en compte les problèmes spécifiques de certaines femmes, notamment noires, musulmanes ou issues de minorités. Elle déclare par exemple : « la grande majorité des actes islamophobes concernent des femmes voilées, et sont donc manifestement sexistes. Or cela ne suscite aucune réaction des associations féministes traditionnelles »,. Pour expliquer l’origine de son combat féministe et contre l’islamophobie, elle déclare : « Au niveau des femmes musulmanes voilées, il y a un problème : on veut les combattre. Même si elles sont victimes de sexisme en se voilant comme l’affirment certains, on ne peut pas punir une victime ».
Dans un article de 2013 intitulé « Le féminisme à l’épreuve du multiculturalisme », Rokhaya Diallo énonce que le foulard n'est pas plus « un instrument de domination ou une entrave au féminisme qu'une jupe ou le port de talons hauts », justifiant cette assertion par le fait que le traitement vestimentaire de la femme musulmane relève de la même différenciation qui existe dans les sociétés occidentales (« Nous vivons dans une société où il est tout à fait admis que les hommes et les femmes s’ habillent différemment. Les hommes non musulmans et les femmes non musulmanes fréquentent des magasins différents pour se vêtir […] ») et que par ailleurs, la souffrance des femmes qui portent des tenues inconfortables ou ont recours à la chirurgie esthétique sous la contrainte non explicite de rapports genrés ne sont pas l'objet de la même attention. De manière générale, elle y dénonce une focalisation qu'elle juge hypocrite sur les contraintes spécifiques que subiraient les femmes des minorités au regard de celles subies par les femmes en général (et qu'elle qualifie de « féminisme à géométrie variable »), telles que les violences conjugales, les publicités sexistes, la sous-représentation des femmes en politique. Elle illustre cette sélectivité par le fait que les féministes occidentales se sont emparées « sans gêne de l'exemple des femmes afghanes ou iraniennes pour culpabiliser les Françaises voilées, sans qu'on ne les entende s'inquiéter du recul des droits des femmes sous l'ère Bush ».
En février 2015, Frédérique Calandra, maire PS du 20e arrondissement de Paris, refuse à Rokhaya Diallo le droit de venir parler des violences contre les femmes lors de la Semaine pour l'égalité femmes-hommes. Elle déclare au sujet de sa décision que : « le point de vue de Rokhaya Diallo ne peut pas représenter le féminisme. Elle est faite pour le féminisme comme moi pour être archevêque. [Elle n'est] au mieux qu’une idiote utile de l’intégrisme musulman, au pire un faux-nez de Tariq Ramadan »,. Elle a par ailleurs promis « Si un jour Mme Diallo veut débattre, pas de problème, je la défoncerai ! ». Rokhaya Diallo s'est finalement exprimée dans une petite salle du XXe, où plus d'une centaine de personnes est venue l'écouter, notamment au sujet du traitement discriminatoire des agressions sexuelles. En septembre 2018, Frédérique Calandra a aussi supprimé une subvention que sa mairie avait accordée à un festival parce que Diallo y était invitée,.
En 2015, l'essayiste Caroline Fourest écrit :

« À lire Rokhaya Diallo, ce n'est jamais le moment de dénoncer l'oppression patriarcale et intégriste, même quand on est victime et soi-même musulmane. Son “féminisme” lui sert à railler les féministes de culture musulmane osant tenir tête à l'intégrisme parfois au prix de leur vie, en les accusant de vouloir vendre des “best-sellers”. Son principal combat, en tant que “féministe”, consiste d'ailleurs à réhabiliter le voile et à attaquer les laïques. »

Selon Le Monde, en se revendiquant « afroféministes » ou « féministes décoloniales », leur mode de lutte « trouble les militantes historiques ». Le quotidien cite la fondatrice des Indivisibles, qui résume : « L’objectif de ce mouvement, c’est que les premières intéressées prennent la parole sur les sujets qui les concernent », la philosophe Elsa Dorlin qui affirme : « aujourd’hui, l’idée que [les femmes blanches] définissent pour toutes les femmes la bonne manière de s’émanciper est – à raison – contestée », ainsi que l'universitaire Maboula Soumahoro, qui note que le féminisme décolonial trouve ses sources outre-Atlantique, en empruntant au black feminism sa théorie et son lexique, et s'inspire de la lutte de personnalités comme Angela Davis. C'est également aux États-Unis que se développe le concept d’« intersectionnalité », représentant le cumul de plusieurs types de discriminations (ethnique, sexuel, social, etc.).

### Islamophobie
Au cours du débat sur l'identité nationale de 2010, Rokhaya Diallo et son association se centrent de plus en plus sur la dénonciation de l'islamophobie : débats publics, participation à des conférences sur l'islamophobie avec Michel Collon et remise en cause de la loi sur les signes religieux dans les écoles publiques françaises, comme elle l'énonçait parmi les « 100 propositions concrètes pour une république multiculturelle »[réf. nécessaire].

### Autres
En décembre 2012, elle participe à la manifestation en faveur du projet de loi ouvrant le mariage à tous les couples, tout en y remarquant la faible présence, selon elle, de personnes noires.
Le 30 novembre 2015, elle est parmi les signataires de l'Appel des 58 : « Nous manifesterons pendant l'état d'urgence »,.
Après les élections législatives anticipées de 2024, elle participe au rassemblement place de la République à Paris et déclare être « fière d'être woke ». Le lendemain sur BFMTV elle affirme que la photo de famille du Nouveau Front populaire "l'a éblouie" (car elle ne présente) « pas assez de personnes non blanches ». Cette déclaration a entraîné de nombreuses dénonciations de propos "racistes" ou "racialistes" de la part de l'activiste.

## Controverses

### Proximité supposée avec les Indigènes de la République
Rokhaya Diallo est régulièrement critiquée pour ses relations avec le mouvement des Indigènes de la République,,, dont la fréquentation a contribué, dans les années 2000, à lui faire découvrir la littérature des études « décoloniales ».
L'un de ses amis, l'historien Pascal Blanchard, déclare ne pas comprendre comment elle peut « digérer la bouillie des Indigènes » qui « mélangent tout au nom des héritages du passé colonial » et comment quelqu'un qui prône le vivre-ensemble peut fréquenter des gens qui en sont l'« antithèse ».
Interrogée en 2018 au sujet du livre Les Blancs, les Juifs et nous, de Houria Bouteldja, Diallo répond qu'elle ne l'a pas lu et refuse « d’émettre une seule critique tout en se tenant à distance de ses thèses racialistes ».

### Déclaration sur Ben Laden
Le 27 octobre 2010 sur RTL, lors de l'émission On refait le monde, elle déclare au cours d'un débat que « ce que dit Ben Laden [sur la politique de la France] n'est pas faux » et « qu'on lui donne des arguments pour nous menacer » si on défend un non-retrait des troupes militaires françaises d'Afghanistan parce que lui-même a exigé ce retrait dans ses menaces adressées à la France.

### Attentats de novembre 2011 contreCharlie Hebdo

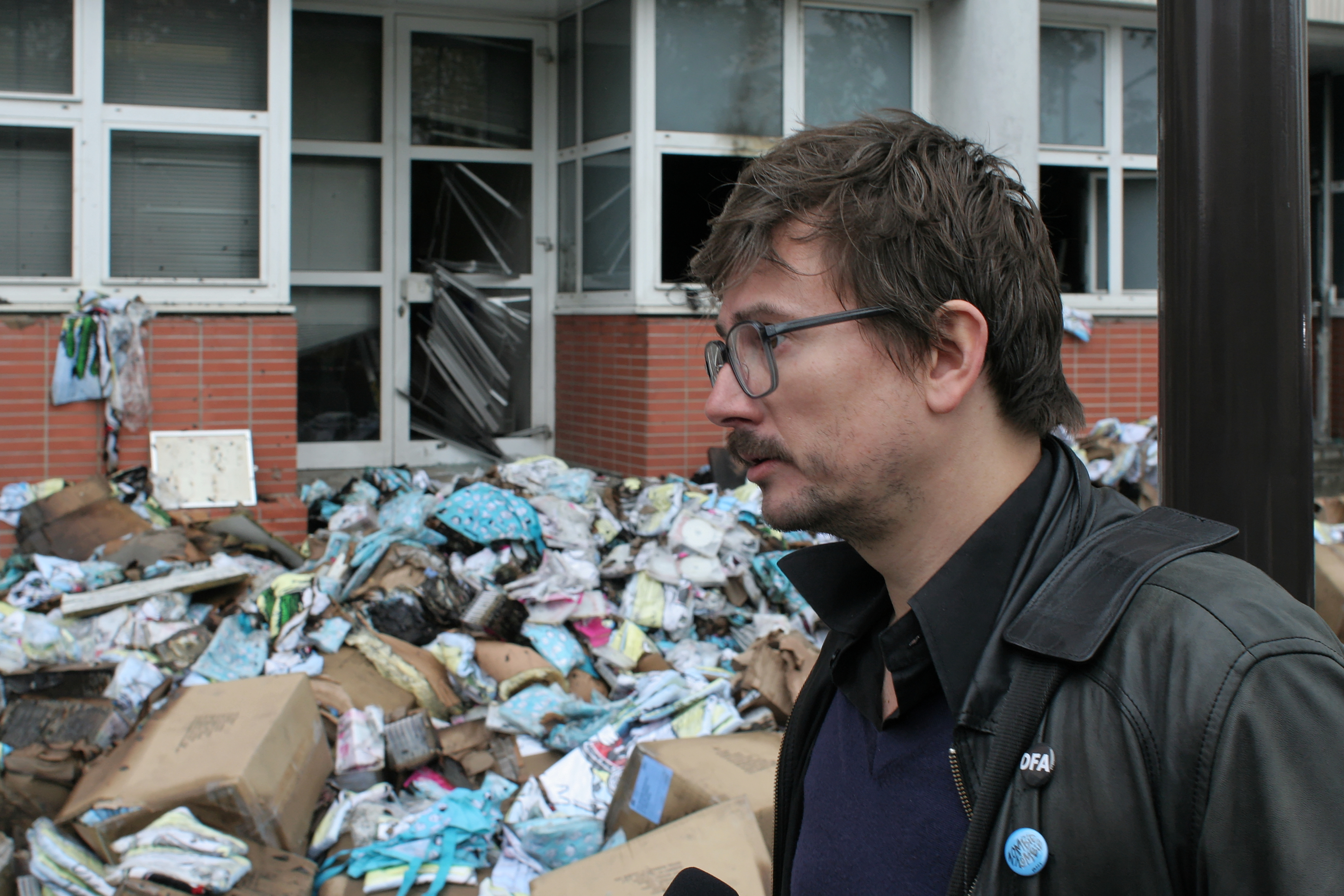
Le dessinateur Luz devant les locaux incendiés de Charlie Hebdo, le 2 novembre 2011.

Rokhaya Diallo signe une pétition lancée par le parti des Indigènes de la République,, pour dénoncer le soutien au journal satirique Charlie Hebdo au lendemain de l'attentat de la nuit du 1er au 2 novembre 2011, au cours duquel les locaux de l'hebdomadaire ont été incendiés par un cocktail Molotov.
Le texte affirme que la liberté d'expression est menacée plutôt par la loi d'un « État national-laïque » contre le port du foulard musulman. La formule « État national-laïque » est comprise par Laurent Bouvet, professeur de science politique à l'université Paris-Saclay et cofondateur du Printemps républicain, comme une analogie avec l'État national-socialiste. Pour le journaliste Jack Dion, dans le magazine Marianne, Rokhaya Diallo signe ce texte « avec quelques idiots inutiles de l'islamisme ».
Après les attentats de janvier 2015, des médias se remettent à parler de cette tribune et en reprochent la signature à Rokhaya Diallo, qui s’explique en ces termes : « Je ne mesurais pas la réalité de la menace. Je me sentais en confiance, j’ai signé. Jamais, bien sûr, je n’aurais signé un tel texte après les attentats de 2015. Si être Charlie c’est embrasser la ligne de Charlie Hebdo, je ne suis pas Charlie. Si c’est condamner les attentats, alors je suis Charlie ».
Lors du procès des attentats de janvier 2015, le 9 septembre 2020, le directeur de Charlie Hebdo Riss explique dans son témoignage qu'il a ressenti la pétition lancée par Rokhaya Diallo « quatre jours après l'incendie » comme une accusation contre le journal.
En octobre 2020, au cours de l'émission 28 minutes sur la chaîne Arte, lors d'un débat autour de la question « L'homme blanc est-il forcément coupable ? » où elle est confrontée à Pascal Bruckner, ce dernier l'accuse d'avoir « entraîné la mort des douze de Charlie Hebdo » par ses propos qui avaient « poussé à la haine contre Charlie Hebdo et armé le bras des tueurs »,. Elle décide de poursuivre l’écrivain en diffamation, mais au terme du procès, le tribunal relaxe ce dernier jugeant que l'écrivain n'avait pas franchi les limites de la liberté d'expression dans un débat « d'intérêt public ». Elle est également déboutée en appel, la cour estimant que « certes, Pascal Bruckner a énoncé son point de vue de façon affirmative et répétée, mais (...) le prononcé d'une condamnation, même civile, porterait une atteinte disproportionnée à la liberté d'expression ».

### Affaire de la fausse information de la journaliste Karen Attiah
Le 21 novembre 2020, une journaliste africaine-américaine chroniqueuse au Washington Post, Karen Attiah (en), publie un tweet s'appuyant sur les propos de la ministre pakistanaise Shireen Mazari, qui accuse le président français de faire « aux musulmans ce que les nazis infligeaient aux Juifs », affirmant qu'Emmanuel Macron s'apprêterait à ficher les enfants musulmans : « Les médias généralistes ont voulu présenter Macron comme celui qui a sauvé la France de Marine Le Pen. Désormais il souhaite donner un numéro d'identification à tous les écoliers musulmans ». Or il s'agit d'une fausse information, immédiatement dénoncée par l'Élysée et de nombreux ministres français,. Malgré sa bévue et des excuses sans équivoque pour l’erreur commise,, Karen Attiah reçoit le soutien de Rokhaya Diallo, qui publie un tweet mettant en avant les « médias américains », et « le fait d’assister avec impuissance à l’expression de non-Blanc·he·s » décrit comme insupportable par les élites blanches françaises,. Diallo qualifie de « pathétique et mensongère » la chronique de Patrick Cohen relatant le déroulement de l'affaire dans C à vous sur France 5, celui-ci l'ayant présentée comme une « militante identitaire ».

### Démission collective du Conseil national du numérique
Le 11 décembre 2017, le gouvernement met officiellement en place le Conseil national du numérique (CNNum) avec Rokhaya Diallo parmi ses membres. Trois jours plus tard, le secrétaire d'État au Numérique, Mounir Mahjoubi, demande son départ — indiquant « avoir reçu de nombreux messages s’indignant de cette nomination ». Selon Mounir Mahjoubi, le conseil « a besoin de sérénité pour travailler, et les derniers échanges sur [sa composition] soulignent que ces conditions ne sont pas pleinement réunies »,. Certaines personnalités, comme la députée Les Républicains des Bouches-du-Rhône Valérie Boyer, reprochent à Rokhaya Diallo d'avoir une « personnalité clivante ». Elle est soutenue par la Ligue des droits de l'homme, qui, dans un communiqué, dénonce « une décision inquiétante » qui « revient à proscrire la participation d'une personne en raison de l'expression de sa pensée », ajoutant : « Dans une démocratie, l'État doit respecter le pluralisme des opinions pour penser l'action publique et l'enrichir ».
L'éviction de Rokhaya Diallo du CNNum entraîne la démission de sa présidente, Marie Ekeland, qui se dit « choquée par les caricatures auxquelles Rokhaya Diallo et Axiom ont été réduits : elles n'ont rien à voir avec ce qu'ils sont vraiment », puis de la quasi-totalité de ses membres. Pour Jean Baubérot, son exclusion constitue un événement que les historiens du XXIe siècle retiendront comme un des indices des tentatives répétées d'ethnicisation de la République française.
Dans son éditorial du 28 décembre 2017 titré « La France échoue à faire face au racisme », The New York Times estime qu'il existe un « racisme institutionnel » en France, qualifié d'« affront à l'idéal républicain universaliste français » et considère que « M. Macron a tenté de donner l'image d'un leader ouvert et tourné vers l'avenir » et que « cette affaire est une tache sur cette image et montre la nécessité pressante pour la France d'ouvrir un débat sur le racisme »,. Céline Pina réagit elle aussi en écrivant « si Rokhaya Diallo n'a pas été jugée digne d'intégrer cette instance administrative, ce n'est parce qu'elle est noire, mais bien à cause de son propre racisme, de son sexisme et de sa proximité avec la mouvance islamiste ». Diallo lui intente un procès, ainsi qu'au directeur de la publication du Figaro, pour « injure publique »,, qu'elle perd en novembre 2021, le tribunal correctionnel de Paris ayant jugé que Céline Pina avait étayé ses propos sur les mauvais choix de la plaignante notamment sur ses positions sur le voile, l'incendie des locaux de la rédaction de Charlie Hebdo ou bien sa participation à des « camps d'été décoloniaux interdits aux blancs ». La cour motive sa décision par : « Le sens même de cette tribune est de démontrer que si Rokhaya Diallo a été évincée du Conseil national numérique, c'est en raison "de ses mauvais choix", aux premiers rangs desquels, celui de tenir des propos sexistes et d'avoir des "prises de position racialistes et racistes dans le débat public en France", ce qui constitue l'allégation d'un fait ».

## Actions en justice
Samir, auteur d'un tweet anonyme la menaçant de viol, publié le 15 juin 2013, est condamné en janvier 2014 à 1 000 euros d'amende, dont 1 400 avec sursis et 1 000 euros de dommages et intérêts à la plaignante,. À la suite de cette agression, elle réalise un documentaire Les Réseaux de la haine pour mieux comprendre les leviers de la violence qui s’exprime sur les réseaux sociaux.
Le 21 décembre 2020, elle porte plainte contre une auditrice de la station Sud Radio qui avait proféré des injures racistes à son encontre, lors de l'émission Les vraies voix sans que Philippe Bilger, Céline Pina, le psychologue Jean Doridot, présents lors de l'émission, et le présentateur Philippe Rossi n'interviennent pour réagir en sa faveur. Au contraire, Philippe Bilger déclare : « Attention Danièle Obono va vous tomber dessus. » Le Conseil supérieur de l'audiovisuel (CSA) indique s'être saisi de l'affaire.
Poursuivie en justice par le philosophe Raphaël Enthoven, Rokhaya Diallo écrit, dans le cours d’un échange de messages sur Twitter, qu’il est « un homme reconnu comme harceleur », ce qui lui vaut d'être mise en examen en novembre 2021, mais arguant avoir été mentionnée à 478 reprises entre le mois de septembre 2017 et le mois de janvier 2022 pour des critiques diverses sur Twitter, elle est relaxée en novembre 2023. L’avocat de Raphaël Enthoven annonce cependant faire appel.
En raison, d'« informations […] reçues concernant différentes formes de harcèlement et de diffamation à l’encontre de la journaliste et défenseuse des droits humains Madame Rokhaya Diallo », Mary Lawlor, rapporteur spécial des Nations unies pour les défenseurs des droits de l'homme, cosigne le 25 septembre 2023, avec des expertes de l’ONU, une communication où elle s’inquiète du harcèlement subi par Rokhaya Diallo en France et exprime sa « vive inquiétude face aux poursuites judiciaires, la surveillance, les intimidations et diffamations signalées contre Mme Diallo »,.

## Distinctions
- Le 21 janvier 2012, Rokhaya Diallo reçoit le prix de la Lutte contre le racisme et la discrimination, décerné par l'ONG internationale COJEP (Conseil pour la Justice, l'Égalité et la Paix)[139],[140],[141]
- En 2014, elle est lauréate du prix #LabComWomen[142] dans la catégorie Générosité[143], décerné par TF1[142].
- En mars 2015, son documentaire Les Marches de la liberté, questionnant l'identité de la France sous le prisme de jeunes leaders américains, reçoit le prix du meilleur film documentaire au festival régional et international du cinéma de Guadeloupe (FEMI)[144].
- En 2016, lors de la cérémonie des European Diversity Awards à Londres, elle se voit remettre une distinction rendant hommage à son travail dans la catégorie « Journaliste de l’année »[145].
- En 2021, le média Politico la classe parmi les vingt-huit personnalités européennes les plus puissantes d'Europe, la distinguant dans la catégorie « Disrupteurs »[146].

## Filmographie
- 2013 : Les Marches de la liberté, documentaire réalisé pour France Ô[147],[148]
- 2014 : Les Réseaux de la haine, documentaire réalisé pour LCP/AN et France 3 - IDF, produit par Mélissa Theuriau[149]
- 2014-2015 : Frères d'armes, série télévisée historique de Rachid Bouchareb et Pascal Blanchard ; présentation de Charles N'Tchoréré
- 2016 : De Paris à Ferguson : coupables d'être noirs, documentaire réalisé pour France Ô
- 2016 : USA : la recette caribéenne du succès, production Rok’nProd/ Smooth and Sidle/ Real Eyes[150]
- 2020 : Où sont les Noirs ?[151], documentaire, produit par Redstone / Les Bons Clients
- 2021 : La Parisienne démystifiée, documentaire produit par De l'Autre Côté du Périph' pour France 3 Paris-Île-de-France et TV5 Monde
- 2021 : Bootyful, documentaire produit par La Belle Télé[152]

## Émissions de télévision
- 2009-2013 : La Matinale de Canal+
- 2011-2013 : Égaux mais pas trop, sur LCP
- 2013-2017 : Langue de bois s'abstenir, sur D8 puis C8
- Depuis 2016 : BET Buzz, sur BET
- 2017-2018 : Touche pas à mon poste !, sur C8
- 2018-2019 : 24 h Pujadas, sur LCI
- 2020-2022 : Balance ton post !, sur C8
- Depuis 2023 : éditorialiste sur BFM TV

## Radio
- Depuis 2009 : On refait le monde sur RTL
- Depuis 2011 : Fresh Cultures sur Le Mouv'

## Publications

### Essais
- Racisme : mode d'emploi, Larousse, coll. « Philosopher » dirigée par Vincent Cespedes, 2011  (ISBN 2035847907)
- « Le sexisme ? Pas de ça chez nous ! », publié dans l'ouvrage collectif de Christine Delphy et al., Un troussage de domestique, Syllepse, coll. « Nouvelles Questions Féministes », 2011, 182 p. (ISBN 2849503282)
- À nous la France !, Michel Lafon, 2012
- La France une et multiculturelle, Fayard, 2012
- Comment parler de racisme aux enfants, préface de Lilian Thuram, Le Baron perché, 2013  (ISBN 2360800752)
- Moi, raciste ? Jamais ! Scènes de racisme ordinaire, avec Virginie Sassoon, Flammarion, 2015  (ISBN 2081359243)
- Comment parler de laïcité aux enfants, avec Jean Baubérot, Le Baron Perché, 2015  (ISBN 2360801309)
- Afro !, avec la photographe Brigitte Sombié, Les Arènes, 2015  (ISBN 2352044618)
- Ne reste pas à ta place !, Marabout, 2019
- La France, tu l'aimes ou tu la fermes ?, Textuel, 2019  (ISBN 2845977832)
- Kiffe ta race, co-écrit avec Grace Ly, éd. Binge Audio Éditions & @editionsfirst, 2022

### Bande dessinée
- Pari(S) d'amies, avec Kim Consigny, Delcourt, 2015  (ISBN 2756053554)
- M'explique pas la vie, mec ! avec Blachette, Marabout, 2020  (ISBN 2501146670)